# ایزابل آیس
ایزابل آیس  (به انگلیسی: Isabel Ice) (متول ۱۵ آوریل ۱۹۸۲ در شهر کاردیف ولز) یک بازیگر پورنوگرافی اهل ولز است که در سال ۲۰۰۳ وارد صنعت پورن شده است.

## جوایز
- ۲۰۰۷-جایزه ای‌وی‌ان-بهترین صحنه سکس در فیلم‌های خارجی[۲]
- ۲۰۰۷-جایزه فیلم و تلویزیون بزرگسالان-جایزهBGAFD-بهترین زن بریتانیا[۳]
- ۲۰۰۸-جایزه فیلم و تلویزیون بزرگسالان-بهترین بازیگر نقش مکمل زن[۴]